# オオバナアサガオ

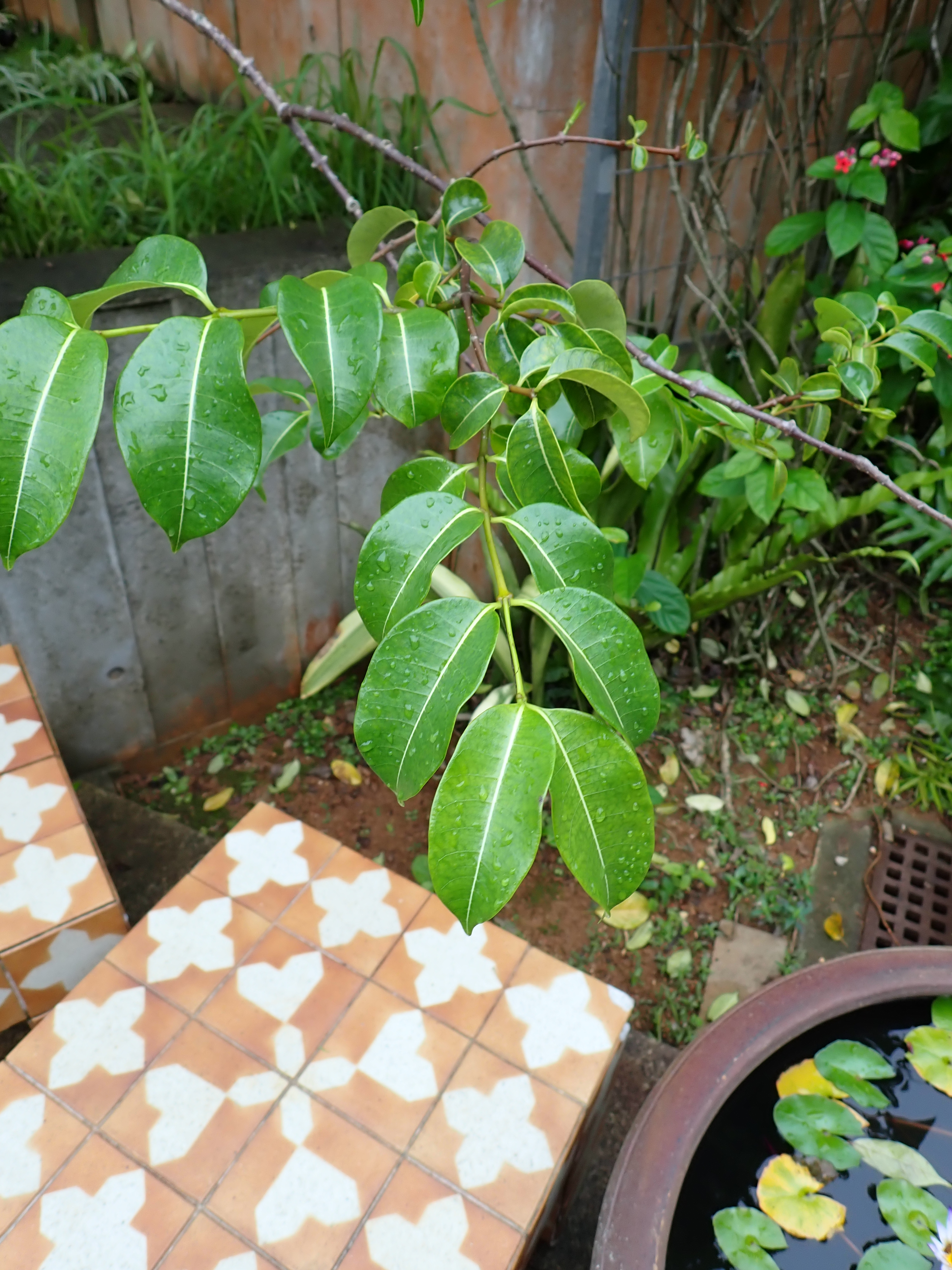
対生する葉（2024年5月 沖縄県本部町 熱帯ドリームセンター）

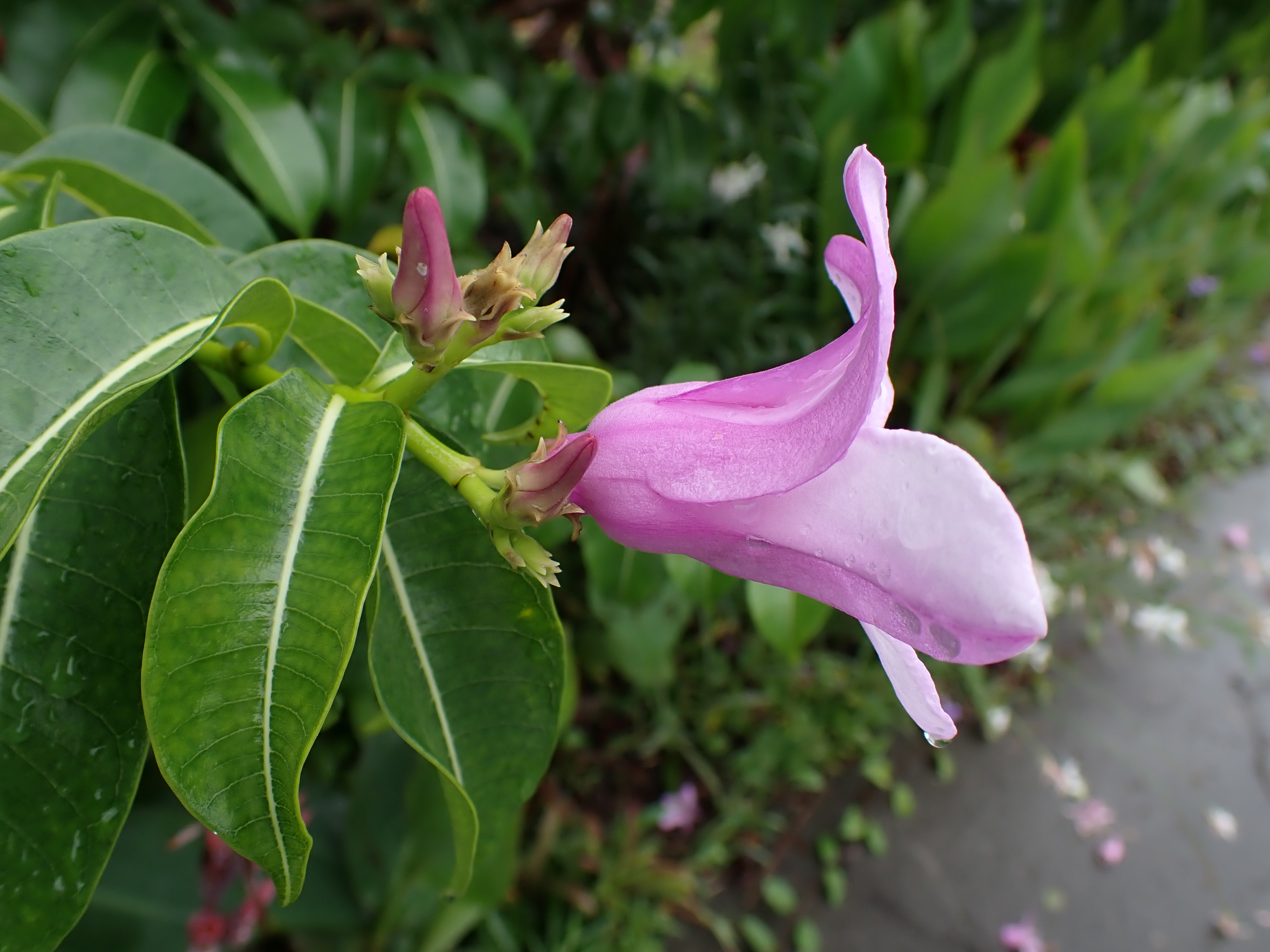
側面からみた花（2024年6月 沖縄県名護市）

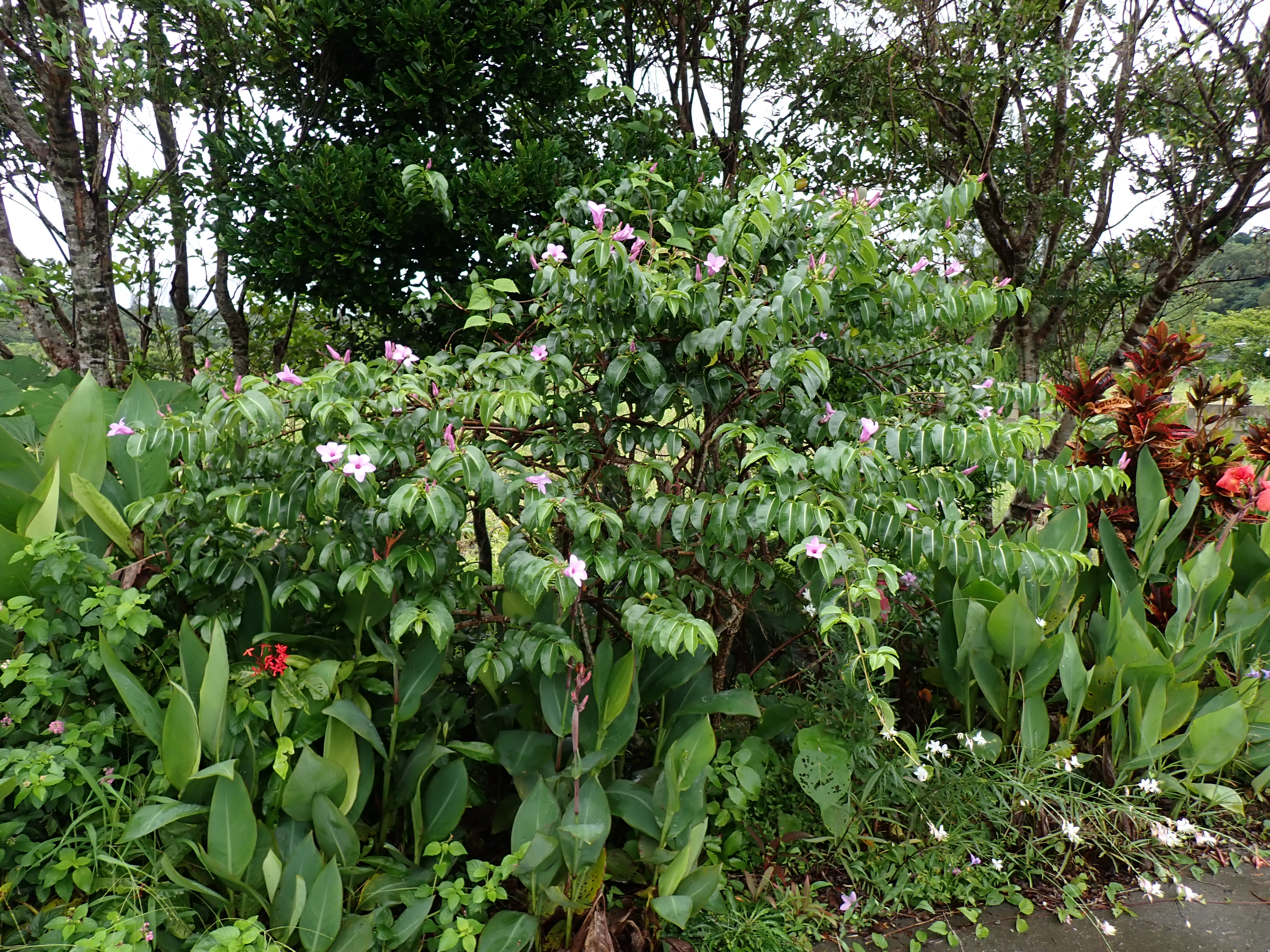
植栽（2024年6月 沖縄県名護市）

オオバナアサガオ（大花朝顔、別名　インドゴムカズラ（印度護謨葛）、学名：Cryptostegia grandiflora）はキョウチクトウ科オオバナアサガオ属（クリプトステギア属）の半つる性常緑樹。旧ガガイモ科。

## 特徴
枝葉を傷つけるとゴム質の白い樹液が出るが、有毒なので注意が必要。
枝を長く伸ばし他物に絡む。つるはZ巻。葉は厚みがあり、長さ7–10 cm、幅4–5 cmの長楕円形で両面無毛、葉先はやや突き出る形状で、全縁、対生する。葉表は光沢が強く革質で、中央で谷折りになることが多く、葉裏は網脈まで明瞭に見える。花は径5–8 cmで淡紫色（花により濃淡に差がある）、先が5裂し平たく開く。開花期は5–11月。実は緑～褐色の袋果で長さ約10 cm。

## 分布と生育環境
マダガスカル原産。インド原産やアフリカ原産とする文献もあるが、これらの地域へは導入とされている。オーストラリアでは野生化。

## 分類（同属の種）
オオバナアサガオ属（クリプトステギア属）は本種とC. madagascariensis Bojer ex Decne.の2種が記載されている。いずれもマダガスカル原産。

## 利用
庭園、公園樹、生垣、パーゴラ用。有毒の白い樹液はかつてゴムの原料にされた。別名ははこれに因む。繁殖は実生、挿し木、取り木による。耐潮性が高く、潮風が当たる場所でも植栽可能。刈り込めば低木状になる。病虫害の被害はほとんど無い。